# Thomas Frique
Thomas Frique ou Thomas du Bec († 5 juillet 1446) est le 28e abbé du Bec.

## Biographie
Originaire du Bec, il est prieur de l'abbaye avant de succéder à Robert III Vallée en 1430.
Il réside la plupart du temps dans son hôtel de Rouen, à cause des guerres qui ravage la province.
Il assiste le 24 mai 1431 à l'abjuration de Jeanne d'Arc, mais n'est pas appelé comme juge, comme c'est le cas pour les abbés de Fécamp, Jumièges et Cormeilles. Il est présent en octobre à la consécration de Jean de la Chaussée, abbé de Jumièges.
Il meurt le 5 juillet 1446 et est inhumé aux côtés de Guillaume d’Auvillars dans l'abbatiale. Sa dalle funéraire, extraite à la Révolution, est offerte et conservée à l'église Sainte-Croix de Bernay.